# Espadanedo, Edroso, Murçós e Soutelo Mourisco
Espadanedo, Edroso, Murçós e Soutelo Mourisco (oficialmente: União das Freguesias de Espadanedo, Edroso, Murçós e Soutelo Mourisco) é uma freguesia portuguesa do município de Macedo de Cavaleiros, com 64,13 km² de área e 386 habitantes (censo de 2021). A sua densidade populacional é 6 hab./km².
No território da freguesia encontram-se oito aldeias: Espadanedo, Edroso, Murçós, Soutelo Mourisco, Bousende, Cabanas, Valongo, e Vilar Douro. 

## História
Foi criada aquando da reorganização administrativa de 2012/2013,  resultando da agregação das antigas freguesias de Espadanedo, Edroso, Murçós e Soutelo Mourisco.

## Demografia
A população registada nos censos foi:
| Distribuição da População por Grupos Etários | Distribuição da População por Grupos Etários | Distribuição da População por Grupos Etários | Distribuição da População por Grupos Etários | Distribuição da População por Grupos Etários | Distribuição da População por Grupos Etários |
| -------------------------------------------- | -------------------------------------------- | -------------------------------------------- | -------------------------------------------- | -------------------------------------------- | -------------------------------------------- |
| Antes da agregação                           |                                              |                                              |                                              |                                              |                                              |
| Ano                                          | 0-14 anos                                    | 15-24 anos                                   | 25-64 anos                                   | >= 65 anos                                   | Total                                        |
| 2001                                         | 89                                           | 70                                           | 248                                          | 184                                          | 591                                          |
| 2011                                         | 48                                           | 42                                           | 188                                          | 170                                          | 448                                          |
| Após a agregação                             |                                              |                                              |                                              |                                              |                                              |
| Ano                                          | 0-14 anos                                    | 15-24 anos                                   | 25-64 anos                                   | >= 65 anos                                   | Total                                        |
| 2021                                         | 25                                           | 30                                           | 161                                          | 170                                          | 386                                          |